# Niels Vorthoren
Niels Vorthoren (Werkendam, 21 februari 1988) is een voormalig Nederlands profvoetballer die bij voorkeur als middenvelder speelde. Vorthoren was Nederlands jeugdinternational.

## Carrière
Vorthoren begon met voetballen bij Kozakken Boys, van waaruit hij werd opgenomen in de jeugdopleiding van Willem II. Hiervoor debuteerde hij op 1 september 2007 in het betaald voetbal. Die dag viel hij tijdens een wedstrijd in Eredivisie uit tegen Feyenoord in de 89e minuut in het veld. Sindsdien was hij dat seizoen niet meer weg te denken als lid van de selectie en zodoende kwam hij regelmatig in actie als invaller. Op 30 december 2007 stond hij voor het eerst in de basis, tijdens Willem II - N.E.C. (3-0). Zijn eerste en enige doelpunt voor Willem II maakte Vorthoren in Kerkrade: het was in blessuretijd de winnende treffer tegen Roda JC.
Het contract van Vorthoren bij Willem II liep per juni 2009 af. Willem II had een optie om dit contract met twee jaar te verlengen, maar deed dit niet. De club bood de aanvallende middenvelder wel een contract voor één jaar aan. Dit wees hij af.. Vorthoren tekende daarop een contract bij FC Den Bosch, op dat moment actief in de Eerste Divisie. Hier was hij twee seizoenen basisspeler, waarop hij in 2011 over stapte naar het dan in de Eredivisie spelende Excelsior. Daarmee degradeerde hij dat jaar en speelde hij het volgende seizoen opnieuw in de Eerste divisie. Nadat Vorthoren in 2013 vertrok bij Excelsior speelde hij één jaar voor Capelle in de Topklasse zaterdag. In het seizoen 2014-2015 kwam hij weer uit in de Eerste divisie, nu voor MVV Maastricht
Vorthoren tekende in juli 2015 een contract bij zijn eerste buitenlandse club. Hij ging met BK Häcken in de Allsvenskan spelen en won in mei 2016 de Zweedse beker. In december 2016 tekende hij een eenjarig contract bij IK Start. In 2018 speelde hij bij Sandnes Ulf. Op 12 april 2019 werd bekend dat Vorthoren vanaf het seizoen 2019/20 uit zal komen voor BVV Barendrecht.

## Clubstatistieken
| Seizoen         | Club            | Competitie      | Duels | Goals |
| --------------- | --------------- | --------------- | ----- | ----- |
| 2007/08         | Willem II       | Eredivisie      | 19    | 0     |
| 2008/09         | Willem II       | Eredivisie      | 13    | 1     |
| 2009/10         | FC Den Bosch    | Eerste Divisie  | 31    | 5     |
| 2010/11         | FC Den Bosch    | Eerste Divisie  | 33    | 8     |
| 2011/12         | Excelsior       | Eredivisie      | 17    | 0     |
| 2012/13         | Excelsior       | Eerste Divisie  | 30    | 3     |
| 2013/14         | vv Capelle      | Derde divisie   | 29    | 2     |
| 2014/15         | MVV Maastricht  | Eerste Divisie  | 35    | 3     |
| 2015            | BK Häcken       | Allsvenskan     | 4     | 0     |
| 2016            | BK Häcken       | Allsvenskan     | 3     | 0     |
| 2017            | IK Start        | 1. divisjon     | 27    | 9     |
| 2018            | Sandnes Ulf     | 1. divisjon     | 28    | 3     |
| Carrière totaal | Carrière totaal | Carrière totaal | 240   | 32    |